# National Football League 1987
La stagione NFL 1987 fu la 68ª stagione sportiva della National Football League, la massima lega professionistica statunitense di football americano. La finale del campionato, il Super Bowl XXII, si disputò il 31 gennaio 1988 al Jack Murphy Stadium di San Diego, in California e si concluse con la vittoria dei Washington Redskins sui Denver Broncos per 42 a 12. La stagione iniziò il 4 settembre 1987 e si concluse con il Pro Bowl 1988 che si tenne il 7 febbraio a Honolulu.
La stagione fu caratterizzata da uno sciopero dei giocatori che durò 24 giorni e che comportò la cancellazione degli incontri previsti nella terza giornata della stagione regolare, mentre quelli programmati per le giornate dalla quarta alla sesta vennero disputati da sostituti. L'adesione allo sciopero fu dell'85% dei giocatori.
Durante lo sciopero alle squadre di sostituti vennero attribuiti nomignoli quali "Chicago Spare Bear" (Chicago Bear di scorta), "San Francisco Phoney Niners" (San Francisco Finti Niners), "New Orleans Saint Elsewheres" (New Orleans Saint sono da un'altra parte) e "Seattle Sea-scabs" (Seattle Crumiri Marini). Gli introiti televisivi subirono una flessione del 20% circa, meno di quanto le reti televisive coinvolte avevano previsto.
A causa della concomitanza con gara 7 delle World Series 1987 della Major League Baseball, l'incontro Denver Broncos - Minnesota Vikings giocato al Metrodome venne anticipato di un giorno al 26 ottobre.
La stagione fu l'ultima di attività di Walter Payton che si ritirò da primatista di ogni tempo della NFL per yard conquistate su corsa.

## Modifiche alle regole
- Venne stabilito che se un difensore commette una interferenza sul passaggio nella propria end zone, il drive prosegua con la palla posizionata sulla linea di una iarda. Se l'azione era iniziata da una dista di meno di 2 iarde dalla linea di touchdown, la penalità sarà la metà di tale distanza.
- Venne stabilito che, con esclusione degli onside kick, se un kickoff esce lateralmente dal campo, la squadra ricevente riprenderà il gioco dalle proprie 30 iarde o dal punto in cui la palla è uscita.
- Venne deciso di consentire al quarterback di poter fermare il cronometro effettuando un lancio volontario fuori dal campo o a terra, purché fatto immediatamente dopo aver ricevuto lo snap.
- Venne stabilito che, durante le azioni di passaggio, un giocatore dell'attacco, non possa effettuare un chop block.
- Venne deciso che il contatto illegale al di fuori delle 5 iarde dalla linea di scrimmage non fosse punibile durante le azioni di punt.
- Venne stabilito che, durante le azioni di field goal o punt, i giocatori della squadra ricevente non potessero bloccare sotto la vita. Rimase consentito il blocco sotto la vita ai giocatori della squadra che calcia, ma solo prima dell'effettuazione del calcio stesso. Durante tutte le altre azioni di cambio di possesso qualsiasi blocco sotto la vita venne vietato.

## Stagione regolare
La stagione regolare si svolse in 15 giornate, invece delle 16 previste, a causa di uno sciopero dei giocatori che iniziò il 13 settembre e terminò il 28 dicembre 1987.

### Risultati della stagione regolare
- V = Vittorie, S = Sconfitte, P = Pareggi, PCT = Percentuale di vittorie, PF = Punti Fatti, PS = Punti Subiti
- La qualificazione ai play-off è indicata in verde (tra parentesi il seed)

| AFC East               |   |   |   |     |     |     |
| Squadra                | V | S | P | PCT | PF  | PS  |
| (3) Indianapolis Colts | 9 | 6 | 0 | 600 | 300 | 238 |
| New England Patriots   | 8 | 7 | 0 | 533 | 320 | 293 |
| Miami Dolphins         | 8 | 7 | 0 | 533 | 362 | 335 |
| Buffalo Bills          | 7 | 8 | 0 | 467 | 270 | 305 |
| New York Jets          | 6 | 9 | 0 | 400 | 334 | 360 |

| NFC East                |    |   |   |     |     |     |
| Squadra                 | V  | S | P | PCT | PF  | PS  |
| (3) Washington Redskins | 11 | 4 | 0 | 733 | 379 | 285 |
| Dallas Cowboys          | 7  | 8 | 0 | 467 | 340 | 348 |
| Saint Louis Cardinals   | 7  | 8 | 0 | 467 | 362 | 368 |
| Philadelphia Eagles     | 7  | 8 | 0 | 467 | 337 | 380 |
| New York Giants         | 6  | 9 | 0 | 400 | 280 | 312 |

| AFC Central          |    |    |   |     |     |     |
| Squadra              | V  | S  | P | PCT | PF  | PS  |
| (2) Cleveland Browns | 10 | 5  | 0 | 667 | 390 | 239 |
| (4) Houston Oilers   | 9  | 6  | 0 | 600 | 345 | 349 |
| Pittsburgh Steelers  | 8  | 7  | 0 | 533 | 285 | 299 |
| Cincinnati Bengals   | 4  | 11 | 0 | 267 | 285 | 370 |

| NFC Central           |    |    |   |     |     |     |
| Squadra               | V  | S  | P | PCT | PF  | PS  |
| (2) Chicago Bears     | 11 | 4  | 0 | 733 | 356 | 282 |
| (5) Minnesota Vikings | 8  | 7  | 0 | 533 | 336 | 335 |
| Green Bay Packers     | 5  | 9  | 1 | 367 | 255 | 300 |
| Tampa Bay Buccaneers  | 4  | 11 | 0 | 267 | 286 | 360 |
| Detroit Lions         | 4  | 11 | 0 | 267 | 269 | 384 |

| AFC West             |    |    |   |     |     |     |
| Squadra              | V  | S  | P | PCT | PF  | PS  |
| (1) Denver Broncos   | 10 | 4  | 1 | 700 | 379 | 288 |
| (5) Seattle Seahawks | 9  | 6  | 0 | 600 | 371 | 314 |
| San Diego Chargers   | 8  | 7  | 0 | 533 | 253 | 317 |
| Los Angeles Raiders  | 5  | 10 | 0 | 333 | 301 | 289 |
| Kansas City Chiefs   | 4  | 11 | 0 | 267 | 273 | 388 |

| NFC West                |    |    |   |     |     |     |
| Squadra                 | V  | S  | P | PCT | PF  | PS  |
| (1) San Francisco 49ers | 13 | 2  | 0 | 867 | 459 | 253 |
| (4) New Orleans Saints  | 12 | 3  | 0 | 800 | 422 | 283 |
| Los Angeles Rams        | 6  | 9  | 0 | 400 | 317 | 361 |
| Atlanta Falcons         | 3  | 12 | 0 | 200 | 205 | 436 |

## Play-off
I play-off iniziarono con i Wild Card Game il 3 gennaio 1988. I Divisional Playoff si giocarono il 9 e il 10 gennaio e i Conference Championship Game il 17 gennaio. Il Super Bowl XXII si giocò il 31 gennaio al Jack Murphy Stadium di San Diego.

### Seeding
| Seed | American Football Conference             | National Football Conference             |
| ---- | ---------------------------------------- | ---------------------------------------- |
| 1    | Denver Broncos (vincitori AFC West)      | San Francisco 49ers (vincitori NFC West) |
| 2    | Cleveland Browns (vincitori AFC Central) | Chicago Bears (vincitori NFC Central)    |
| 3    | Indianapolis Colts (vincitori AFC East)  | Washington Redskins (vincitori NFC East) |
| 4    | Houston Oilers                           | New Orleans Saints                       |
| 5    | Seattle Seahawks                         | Minnesota Vikings                        |

### Incontri
| Wild Card Game | Wild Card Game                 | Wild Card Game | Wild Card Game |                                 |                                 | Divisional Play-off             | Divisional Play-off | Divisional Play-off |                                |                                  | Conference Championship        | Conference Championship | Conference Championship |  |  | Super Bowl XXII | Super Bowl XXII | Super Bowl XXII | Super Bowl XXII | Super Bowl XXII |
|                |                                |                |                |                                 |                                 |                                 |                     |                     |                                |                                  |                                |                         |                         |  |  |                 |                 |                 |                 |                 |
|                |                                |                |                |                                 |                                 |                                 |                     |                     |                                |                                  |                                |                         |                         |  |  |                 |                 |                 |                 |                 |
|                |                                |                |                |                                 |                                 | 9 gennaio - Candlestick Park    |                     |                     |                                |                                  |                                |                         |                         |  |  |                 |                 |                 |                 |                 |
|                |                                |                |                |                                 |                                 |                                 |                     |                     |                                |                                  |                                |                         |                         |  |  |                 |                 |                 |                 |                 |
|                | 5                              | Minnesota      | 36             |                                 |                                 |                                 |                     |                     |                                |                                  |                                |                         |                         |  |  |                 |                 |                 |                 |                 |
|                | 5                              | Minnesota      | 36             | 3 gennaio - Louisiana Superdome | 3 gennaio - Louisiana Superdome | 3 gennaio - Louisiana Superdome |                     |                     | 17 gennaio - RFK Stadium       | 17 gennaio - RFK Stadium         | 17 gennaio - RFK Stadium       |                         |                         |  |  |                 |                 |                 |                 |                 |
|                | 1                              | San Francisco  | 24             | 3 gennaio - Louisiana Superdome | 3 gennaio - Louisiana Superdome | 3 gennaio - Louisiana Superdome |                     |                     | 17 gennaio - RFK Stadium       | 17 gennaio - RFK Stadium         | 17 gennaio - RFK Stadium       |                         |                         |  |  |                 |                 |                 |                 |                 |
|                | 1                              | San Francisco  | 24             | 5                               | Minnesota                       | 44                              | 5                   | Minnesota           | 10                             |                                  |                                |                         |                         |  |  |                 |                 |                 |                 |                 |
|                | 10 gennaio - Soldier Field     |                |                | 5                               | Minnesota                       | 44                              | 5                   | Minnesota           | 10                             |                                  |                                |                         |                         |  |  |                 |                 |                 |                 |                 |
|                | 4                              | New Orleans    | 10             |                                 |                                 | 3                               | Washington          | 17                  |                                |                                  |                                |                         |                         |  |  |                 |                 |                 |                 |                 |
|                | 4                              | New Orleans    | 10             | 3                               | Washington                      | 3                               | Washington          | 17                  | 21                             |                                  |                                |                         |                         |  |  |                 |                 |                 |                 |                 |
|                |                                |                |                | 3                               | Washington                      |                                 |                     |                     | 21                             | 31 gennaio - Jack Murphy Stadium |                                |                         |                         |  |  |                 |                 |                 |                 |                 |
|                | 2                              | Chicago        | 17             |                                 |                                 |                                 |                     |                     |                                |                                  |                                |                         |                         |  |  |                 |                 |                 |                 |                 |
|                | 2                              | Chicago        | 17             | N3                              | Washington                      | 42                              |                     |                     |                                |                                  |                                |                         |                         |  |  |                 |                 |                 |                 |                 |
|                | 9 gennaio - Cleveland Stadium  |                |                | N3                              | Washington                      | 42                              |                     |                     |                                |                                  |                                |                         |                         |  |  |                 |                 |                 |                 |                 |
|                |                                |                |                |                                 |                                 |                                 |                     | A1                  | Denver                         | 10                               |                                |                         |                         |  |  |                 |                 |                 |                 |                 |
|                | 3                              | Indianapolis   | 21             |                                 |                                 |                                 |                     | A1                  | Denver                         | 10                               |                                |                         |                         |  |  |                 |                 |                 |                 |                 |
|                | 3                              | Indianapolis   | 21             | 3 gennaio - Astrodome           | 3 gennaio - Astrodome           | 3 gennaio - Astrodome           |                     |                     | 17 gennaio - Mile High Stadium | 17 gennaio - Mile High Stadium   | 17 gennaio - Mile High Stadium |                         |                         |  |  |                 |                 |                 |                 |                 |
|                | 2                              | Cleveland      | 38             | 3 gennaio - Astrodome           | 3 gennaio - Astrodome           | 3 gennaio - Astrodome           |                     |                     | 17 gennaio - Mile High Stadium | 17 gennaio - Mile High Stadium   | 17 gennaio - Mile High Stadium |                         |                         |  |  |                 |                 |                 |                 |                 |
|                | 2                              | Cleveland      | 38             | 5                               | Seattle                         | 20                              | 2                   | Cleveland           | 33                             |                                  |                                |                         |                         |  |  |                 |                 |                 |                 |                 |
|                | 10 gennaio - Mile High Stadium |                |                | 5                               | Seattle                         | 20                              | 2                   | Cleveland           | 33                             |                                  |                                |                         |                         |  |  |                 |                 |                 |                 |                 |
|                | 4                              | Houston        | 23             |                                 |                                 | 1                               | Denver              | 38                  |                                |                                  |                                |                         |                         |  |  |                 |                 |                 |                 |                 |
|                | 4                              | Houston        | 23             | 4                               | Houston                         | 1                               | Denver              | 38                  | 10                             |                                  |                                |                         |                         |  |  |                 |                 |                 |                 |                 |
|                |                                |                |                | 4                               | Houston                         |                                 |                     |                     |                                |                                  |                                |                         |                         |  |  |                 |                 |                 |                 |                 |
|                | 1                              | Denver         | 34             |                                 |                                 |                                 |                     |                     |                                |                                  |                                |                         |                         |  |  |                 |                 |                 |                 |                 |
|                | 1                              | Denver         | 34             |                                 |                                 |                                 |                     |                     |                                |                                  |                                |                         |                         |  |  |                 |                 |                 |                 |                 |

Nota: Il regolamento impediva gli accoppiamenti nei Divisional playoff tra squadre della stessa Division

### Vincitore
| Vincitori del Super Bowl XXII Washington Redskins 4º titolo (2º Super Bowl) |

## Premi individuali
| MVP della NFL                 | John Elway, Quarterback, Denver           |
| Allenatore dell'anno          | Jim Mora, New Orleans                     |
| Giocatore offensivo dell'anno | Jerry Rice, Wide Receiver, San Francisco  |
| Difensore dell'anno           | Reggie White, Defensive End, Philadelphia |
| Rookie offensivo dell'anno    | Troy Stradford, Running Back, Miami       |
| Rookie difensivo dell'anno    | Shane Conlan, Linebacker, Buffalo         |
| Comeback Player of the Year   | Charles White, Running Back, L.A. Rams    |